# 克劳迪奥·卡多索
克劳迪奥·卡多索（Claudio Cardozo，1983年4月24日—），是一名乌拉圭职业足球运动员，司职前锋，目前效力于中国足球甲级联赛球队湖南湘涛。

## 职业生涯
卡多索在利物浦(蒙得维的亚)开始职业足球生涯，之后先后效力南美洲、十月十二日、奥兰查诺竞技、奥兰查诺竞技、比达、蒂华纳、蒂华纳、马昆赛体育等球队。2010年卡多索转投马拉松，并在2011/12赛季洪都拉斯春季联赛中成为联赛最佳射手。
2012年2月8日，卡多索转会加盟中国足球甲级联赛球队湖南湘涛。